# Simon Merrells
Simon Merrells (* 14. Juli 1965 in Epping, Essex, England) ist ein  britischer Schauspieler.

## Leben
Merrells wurde am 14. Juli 1965 in Epping geboren. Sein jüngerer Bruder ist der Schauspieler Jason Merrells. Er unterbrach seine Schauspielausbildung, um als Minicab-Fahrer zu arbeiten. Dadurch finanzierte er sich eine Reise durch Mexiko, wo er als Maler und in einem Zirkus arbeitete. Nach seiner Rückkehr nach England war er in Stücken eines Theaters in Brighton zu sehen. Dort wirkte er auch an der Seite seines Bruders mit. Ab den 1990er Jahren folgten verschiedene Engagements in Film- und Serienproduktionen. 2010 war er im Horrorfilm Wolfman als Ben Talbot in einer der Hauptrollen zu sehen. 2012 übernahm er im Film Oedipus die titelgebende Hauptrolle des Ödipus. Bereits 2007 wirkte er in dem gleichnamigen Stück im Liverpool Playhouse mit. Im Folgejahr stellte er die historische Rolle des Marcus Licinius Crassus in zehn Episoden der Fernsehserie Spartacus: War of the Damned dar. Ab demselben Jahr bis einschließlich 2014 wirkte er in verschiedenen Rollen in der Fernsehserie Legends of Tomorrow mit. Von 2017 bis 2018 spielte er die Rolle des Templers Tancrède de Hauteville in der Fernsehserie Knightfall. Aktuell ist er als Wachaufseher Revion im Amazon Original Der Herr der Ringe: Die Ringe der Macht zu sehen.

## Filmografie (Auswahl)
- 1995: The Bill (Fernsehserie, Episode 11x80)
- 1997: Robin Hood (The New Adventures of Robin Hood, Fernsehserie, Episode 1x05)
- 2000: Small Time Obsession
- 2000–2001: London’s Burning (Fernsehserie, 14 Episoden)
- 2001: Casualty (Fernsehserie, 2 Episoden)
- 2001: The Six Wives of Henry VIII (Miniserie, Episode 1x04)
- 2001: Dream Team (Fernsehserie, 12 Episoden)
- 2002–2003: Merseybeat (Fernsehserie, 5 Episoden)
- 2003: Heartbeat (Fernsehserie, Episode 12x22)
- 2003–2011: Doctors (Fernsehserie, 3 Episoden, verschiedene Rollen)
- 2004–2005: Family Affairs (Fernsehserie, 22 Episoden)
- 2007: The Bill (Fernsehserie, Episode 23x26)
- 2009: Invisible Eyes
- 2010: Wolfman (The Wolfman)
- 2010: Ashes to Ashes – Zurück in die 80er (Ashes to Ashes, Fernsehserie, Episode 3x01)
- 2012: Silk – Roben aus Seide (Silk, Fernsehserie, Episode 2x03)
- 2012: Oedipus
- 2013: Spartacus: War of the Damned (Spartacus, Fernsehserie, 10 Episoden)
- 2013: Judas Ghost
- 2013–2014: The Tomorrow People (Fernsehserie, 14 Episoden)
- 2014: Die Musketiere (The Musketeers, Fernsehserie, Episode 1x06)
- 2014: Index Zero
- 2015: The Leap (Kurzfilm)
- 2015: The Rise of the Krays
- 2015: Dominion (Fernsehserie, 9 Episoden)
- 2015: Firenze e gli Uffizi 3D/4K (Dokumentation)
- 2016: Take Down – Die Todesinsel (Take Down)
- 2017–2018: Legends of Tomorrow (Fernsehserie, 2 Episoden)
- 2017–2019: Knightfall (Fernsehserie, 10 Episoden)
- 2018: I Am the Doorway (Kurzfilm)
- 2018: 12 Monkeys (Fernsehserie, 2 Episoden)
- 2019: Good Omens (Miniserie, 4 Episoden, verschiedene Rollen)
- 2019: Angel Hunter (Kurzfilm)
- 2022: Der Herr der Ringe: Die Ringe der Macht (The Lord of the Rings: The Rings of Power, Fernsehserie)
- 2023: The Winter King (Fernsehserie)